# Taibai, Chongqing
Taibai (kinesiska: 太白) är ett stadsdelsdistrikt i sydvästra Kina. Det ligger i stadsdistriktet Wanzhou i storstadsområdet Chongqing, omkring 220 kilometer nordost om det centrala stadsdistriktet Yuzhong. Antalet invånare är 108 387. Befolkningen består av 51 796 kvinnor och 56 591 män. Barn under 15 år utgör 11,0 %, vuxna 15-64 år 78 %, och äldre över 65 år 10,0 %.